# Byalhalli, Bhalki
Byalhalli là một làng thuộc tehsil Bhalki, huyện Bidar, bang Karnataka, Ấn Độ.